# Fiodor Scripcenco
Fiodor Scripcenco (de asemenea Tudor Scripcenco; în rusă Фёдор Скрипченко; n. 13 octombrie 1935, Cahul, România – d. 8 mai 2010, Chișinău, Republica Moldova) a fost un jucător și antrenor de șah sovietic și moldovean, „Antrenor onorat” al Republicii Moldova. A antrenat mai mulți maeștri și mari maeștri internaționali, inclusiv fiica sa, campioana europeană la șah feminin, Almira Scripcenco. La inițiativa sa și cu participarea directă, șahul a fost introdus în programa școlară a mai multor școli din Moldova.
În 1995 a fost distins cu medalia „Meritul Civic”, „pentru activitate îndelungată și rodnică în domeniul sportului, introducerea în școlile din republică a șahului ca obiect de studiu și succesele obținute în instruirea și pregătirea unor sportivi de performanță”, iar în anul 2005, cu „Ordinul de Onoare”, „pentru merite deosebite în dezvoltarea și propagarea șahului, contribuție substanțială la pregătirea unor sportivi de performanță și activitate metodico-didactică și organizatorică prodigioasă”.

## Biografie
S-a născut în orașul Cahul din județul omonim, Basarabia (România interbelică). În anii 1950-1954, a lucrat la o uzină de tractoare din Harkov, unde a primit categoria de candidat la maestru de șah. În 1954 revine la Cahul, unde devine antrenor al Școlii Sportive pentru Copii și Tineret.
În anii 1955-1958 a servit în Grupul Forțelor Armate Sovietice din Germania, unde studiază germana. În 1958 revine din armată la Cahul și devine angajat literar și comentator sportiv pentru ziarul „Calea către comunism” (Путь к коммунизму), ulterior, președinte al comitetului raional pentru cultură fizică și sport.
Din 1960 lucrează ca mecanic la uzina de tractoare din Chișinău, și, totodatată își continuă activitatea în șah. În 1963 a fost ales secretar executiv al Federației de Șah din RSS Moldovenească. 
În anii 1968, 1969 și 1972, cu echipa RSSM, câștigă campionatele de tineret ale URSS. În 1974 se căsătorește cu șahista Naira Agababean (viitoare multiplă campioană a RSSM și „Maestru internațional” la șah), iar în 1976 în familia lor se naște viitoarea campioană mondială la șah Almira Scripcenco, stabilită în prezent, în Franța.
În 1992 cu participarea sa activă, a fost creată Federația de table sportive din Moldova. În 1994 a fost ales președinte al zonei 1.8 a Federației Internațională de Șah (FIDE) și membru al prezidiului Consiliului FIDE. În 1997 a primit titlul de organizator onorific al FIDE.
A decedat la 8 mai 2010 la Chișinău, la vârsta de 74 de ani.